# Plaine-du-Nord
Plaine-du-Nord este o comună din arondismentul Acul-du-Nord, departamentul Nord, Haiti, cu o suprafață de 100,69 km2 și o populație de 37.518 locuitori (2009).

## Personalități născute aici
- Bermane Stiverne (n. 1978), boxer haitiano-canadian.